# Selenocosmia xinhuaensis
Selenocosmia xinhuaensis là một loài nhện trong họ Theraphosidae.
Loài này thuộc chi Selenocosmia. Selenocosmia xinhuaensis được miêu tả năm 2008 bởi Zhu & Zhang.